# Сулутепе
Сулутепе (также, Сулутапе или Сулу Тепе азерб. Sulutəpə) — посёлок в административном подчинении Бинагадинского района города Баку, Азербайджан. Входит в муниципалитет Баладжары.

## История
Здесь находилось пристанище беженцев из Карабаха в конце 1980-х годов. Здесь находятся нефтяные вышки компании Бинагади Ойл. Между двумя крупными компаниями, владеющими Бинагади Ойл разразилась ссора за нефтяные вышки в Сулутепе. Скандал проходил в 2012 году.

## Население
Население поселка достигло 18 тысяч.